# 西米露

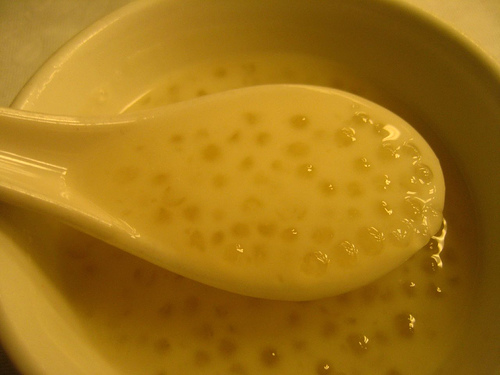
椰汁西米露

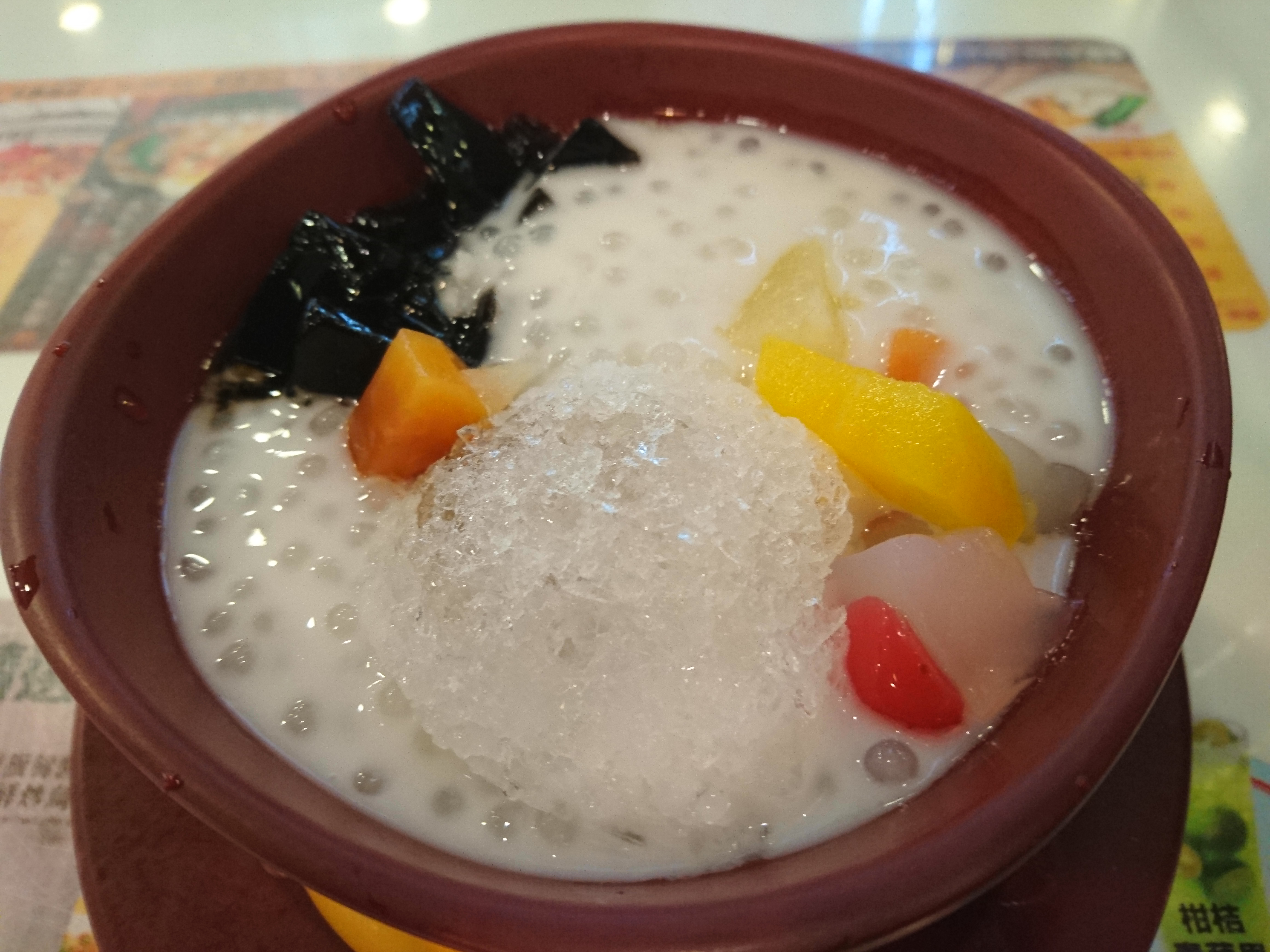
涼粉雜果西米露

西米露是台灣、港澳、中國大陆、越南等地銷售一種糖水。隨著演變，從原本的椰奶西米露或芋頭西米露，逐漸出現像是南瓜、哈密瓜、橘子、紅棗、芒果、西瓜、火龙果、番薯、红豆等新口味。
西米露的基本材料包括西米、鮮奶（或淡奶）、椰汁及糖，並可按個人口味加添水果粒。